# Heinrich Seitz von Treffen
Heinrich Seitz-Treffen – gyakran Heinrich Seitz, avagy magyaros alakban Seitz Henrik – (Cilli, 1870. május 15. – Graz, 1940. május 16.) az Osztrák-Magyar Haditengerészet egyik tisztje volt. A legmagasabb rendfokozatában ellentengernagyként szolgáló szlovén származású tiszt 1901-ig nevét Sajiz alakban használta, ezt követően váltott a Seitz-Treffen alakra. Ő volt a Szent István csatahajó utolsó parancsnoka.

## Élete és munkássága
1888-ban lépett be a Császári és Királyi Haditengerészethez és a Fiumei Tengerészeti Akadémián kezdte meg tanulmányait. 1898-ban első osztályú sorhajóhadnagy lett. 1900-1901-ben részt vett a kínai bokszerlázadás elfojtásában. 1903-1904-ben a Nyilvántartó Irodánál (a hírszerzésnél) alkalmazták, majd ezután ismét a tengeren teljesített szolgálatot. 1909-ben korvettkapitánnyá, 1912-ben fregattkapitánnyá léptették elő. 1913-ban az SMS Alpha kiképzőhajó parancsnoka lett. Ebben az évben léptették elő sorhajókapitánnyá és a Helgoland gyorscirkáló parancsnoka, egyben a Sebenicóban állomásozó I. torpedónaszád-flottilla vezetője lett. 1915-ben az Otrantói tengerzár áttörésére tett próbálkozása révén tett szert ismertségre. 1917-ben a Wien partvédő páncélos parancsnokságát vette át. 1918 februárjában az I. csatahajódivízió vezetője lett, mely beosztás mellett a Szent István parancsnoka is volt. Röviddel rá a Horthy Miklós tengernagy helyettesévé is kinevezték és ebben az évben ellentengernaggyá léptették elő.
1918. június 10-én hajnalban zászlóshajóját, a Szent Istvánt a dalmát partoknál megtorpedózta egy torpedókkal felszerelt olasz tengeralattjáró-elhárító motorcsónak. A vízbetöréssel vívott közel három órás küzdelem után a hajója átfordult és elsüllyedt. Az elmondások szerint felkészült arra, hogy a tengerész hagyományoknak megfelelően a hajójával együtt süllyedjen el, de annak átfordulásakor törzsének számos tisztjével együtt a hídjáról a vízbe esett. A kísérőhajók egyik mentőcsónakja mentette ki. A másnapra tervezett Korfu-hadműveletet annak vélt korábbi felfedezése miatt lefújták és a Monarchia nagy hajóegységei többet nem hajóztak már ki a háború során bevetésre.
Az első világháború után a k. u. k. haditengerészet feloszlatása miatt jogot tanult 1921 és 1923 között a Grazi Egyetemen és 1924-ben tanulmányait a doktori cím megszerzésével zárta. 1927-ben belépett az NSDAP-be és 1928-tól a párt stájerországi (Gau Steiermark) vezetőségének tagja volt. 1931-től 1933-ig a párt területi bírája (Gaurichter) és rövid ideig helyettes Gauleitere volt. Seitz-Treffen egy nappal 70. születésnapját követően hunyt el Graz tartományi kórházában. A Sankt Leonhard-temetőben helyezték örök nyugalomra Tobias Portschy, Stájerország gauleiterhelyettesének és Armin Dadieu (Gauhauptmann) jelenlétében. Előbbi Adolf Hitler képviseletében helyezett el koszorút a síron.

## Fordítás
- Ez a szócikk részben vagy egészben  a   Heinrich Seitz von Treffen című német Wikipédia-szócikk ezen változatának fordításán alapul.  Az eredeti cikk szerkesztőit annak laptörténete sorolja fel. Ez a jelzés csupán a megfogalmazás eredetét és a szerzői jogokat jelzi, nem szolgál a cikkben szereplő információk forrásmegjelöléseként.